# Hypodematium glanduloso-pilosum
Hypodematium glanduloso-pilosum là một loài thực vật có mạch trong họ Woodsiaceae. Loài này được (Tagawa) Ohwi miêu tả khoa học đầu tiên năm 1956.